# Apologetika
Apologetika se je razvila kmalu po pričetku krščanstva (2. stoletje n. št.) in tako predstavlja vsako dejanje, s katero so kristjani predstavljali, razlagali oz. zagovarjali krščanski nauk pred pogani. Predstavniki apologetike so sv. Irenej Lyonski, sv. Tatian, sv. Justin, sv. Tertulijan.
Sodelujejo pri vseh pomembnih vprašanjih tistega časa. Človeka opredeljujejo na podlagi biblične tradicije (človek kot Božjo podobo)